# 폴 오누아추
에베레 폴 오누아추(영어: Ebere Paul Onuachu, 1994년 5월 28일 ~ )는 나이지리아의 축구 선수이다. 그의 포지션은 공격수로, 현재 튀르키예 쉬페르리그의 트라브존스포르에서 활약하고 있다.

## 구단 경력
2012년, 오누아추는 나이지리아의 에베데이에서 장학금을 받고 제휴 팀인 덴마크의 FC 미트윌란으로 이적하였다. 그는 유소년팀에서 다득점을 기록했고, 2012년 12월에 리그 데뷔전을 치르기 전에 컵에서 1군 데뷔전을 치렀다. 2013년 6월, 그는 클럽과 3년 재계약을 맺었다. 2015년 8월, 3년 더 재계약을 맺기 전에, 2015년 초, 그는 바일레 BK로 임대되었고, 2015-16 시즌을 앞두고 FC 미트윌란으로 복귀하였다.
2019년 8월, 그는 벨기에 클럽 헹크와 계약을 맺고 이적하였다.
2023년 2월 1일, 오누아추는 프리미어리그의 사우샘프턴과 3년 6개월 계약을 맺고 이적하였다. 2023년 2월 4일, 오누아추는 3-0으로 패한 브렌트퍼드와의 경기에서 하프타임에 모하메드 엘유누시와 교체 투입되어 사우샘프턴에서의 프리미어리그 데뷔전을 치렀다.

## 국가대표팀 경력
2015년 2월, 오누아추는 나이지리아 U-23 축구 국가대표팀에 소집되었다. 2019년 3월, 그는 나이지리아 성인 대표팀에 처음으로 차출되었다.
2019년 3월 26일, 오누아추는 이집트와의 친선 경기에서 나이지리아 국가대표팀 첫 골을 기록했다. 이 골은 경기 시작 10초 만에 득점되었고, 나이지리아 역사상 가장 빠른 골이었다. 골이 터진 후, "그의 코치, 팀 동료, 언론인 및 팬들이 그에 대해" 이야기하면서 오누아추는 "나이지리아 축구의 축배"로 예고되었다. 그는 2019년 2019년 아프리카 네이션스컵에 참가하는 나이지리아 축구 국가대표팀 명단에 이름을 올렸다. 그는 1-0으로 이긴 부룬디와의 경기에 출전했다.

## 수상 내역
미트윌란
- 덴마크 수페르리가: 2014–15, 2017–18
- 덴마크 컵: 2018–19

헹크
- 벨기에 컵: 2020–21[17]

나이지리아
- 아프리카 네이션스컵: 3위 2019[18]

개인
- 벨기에 퍼스트 디비전 A 득점왕: 2020–21[19]
- 벨기에 올해의 선수: 2020–21[20]
- 벨기에 골든 슈: 2021[21]
- 벨기에 퍼스트 디비전 A 올해의 팀 : 2020–21[22]